# Karena Richardson
Pour les articles homonymes, voir Richardson.
Karena Richardson, née le 12 octobre 1959 à Kensington (Grand Londres), est une patineuse artistique britannique, quadruple championne de Grande-Bretagne en 1976, 1977, 1978 et 1980.

## Biographie

### Carrière sportive
Karena Richardson est quadruple championne de Grande-Bretagne en 1976, 1977, 1978 et 1980. Elle s'entraîne avec Carlo Fassi à Denver dans le Colorado.
Elle représente son pays à cinq championnats européens (1976 à Genève, 1977 à Helsinki, 1978 à Strasbourg, 1979 à Zagreb et 1980 à Göteborg), trois mondiaux (1976 à Göteborg, 1977 à Tokyo et 1978 à Ottawa) et deux olympiades (1976 à Innsbruck et 1980 à Lake Placid).
Elle quitte les compétitions sportives après les Jeux de 1980.

### Famille
Karena Richardson épouse le patineur artistique tchèque Zdeněk Pazdírek (1953-).

## Palmarès
| Compétitions principales        | 1975    | 1976    | 1977    | 1978    | 1979    | 1980    |  |  |  |  |  |  |  |  |
| Jeux olympiques d'hiver         |         | 15e     |         |         |         | 12e     |  |  |  |  |  |  |  |  |
| Championnats du monde           |         | 13e     | 15e     | 11e     |         |         |  |  |  |  |  |  |  |  |
| Championnats d’Europe           |         | 10e     | 13e     | 10e     | 12e     | 12e     |  |  |  |  |  |  |  |  |
| Championnats de Grande-Bretagne | 3e      | 1re     | 1re     | 1re     | 2e      | 1re     |  |  |  |  |  |  |  |  |
|                                 |         |         |         |         |         |         |  |  |  |  |  |  |  |  |
| Autres Compétitions             | 1974/75 | 1975/76 | 1976/77 | 1977/78 | 1978/79 | 1979/80 |  |  |  |  |  |  |  |  |
| Skate America                   |         |         |         |         |         | 6e      |  |  |  |  |  |  |  |  |
| Skate Canada                    |         |         | 2e      |         |         |         |  |  |  |  |  |  |  |  |
| Trophée Richmond                |         | 5e      |         | 4e      | 3e      |         |  |  |  |  |  |  |  |  |
|                                 |         |         |         |         |         |         |  |  |  |  |  |  |  |  |